# آنا ماريا روداس
آنا ماريا روداس (بالإسبانية: Ana María Rodas)‏ هي صحفية وكاتِبة وشاعرة غواتيمالية، ولدت في 12 سبتمبر 1937 في غواتيمالا في غواتيمالا.